# Wahlkreis City of Chester
Der Wahlkreis City of Chester (bis 1929: Wahlkreis Chester) war von 1545 bis 2024 ein Wahlkreis (englisch constituency) für die Wahl eines Abgeordneten des britischen Unterhauses (House of Commons).

## Ergebnisse (seit 1945)

### Parlamentswahl 1945
| Kandidaten           | Kandidaten                  | Parteien           | Stimmen | %    |
| -------------------- | --------------------------- | ------------------ | ------- | ---- |
|                      | Basil Nield                 | Conservative Party | 19.064  | 50,3 |
|                      | David Martin Hopkinson      | Labour Party       | 13.585  | 35,9 |
|                      | Albert Edward Everett Jones | Liberal Party      | 5.229   | 13,8 |
| Gesamt               | Gesamt                      | Gesamt             | 37.878  | 100  |
|                      |                             |                    |         |      |
| Quelle: UK Parlament |                             |                    |         |      |

### Parlamentswahl 1950
| Kandidaten           | Kandidaten            | Parteien           | Stimmen | %    |
| -------------------- | --------------------- | ------------------ | ------- | ---- |
|                      | Basil Nield           | Conservative Party | 23.660  | 51,4 |
|                      | Campbell McKinnon     | Labour Party       | 16.021  | 34,8 |
|                      | Arthur Harvey Willitt | Liberal Party      | 6.342   | 13,8 |
| Gesamt               | Gesamt                | Gesamt             | 46.023  | 100  |
|                      |                       |                    |         |      |
| Quelle: UK Parlament |                       |                    |         |      |

### Parlamentswahl 1951
| Kandidaten           | Kandidaten     | Parteien           | Stimmen | %    |
| -------------------- | -------------- | ------------------ | ------- | ---- |
|                      | Basil Nield    | Conservative Party | 26.743  | 58,5 |
|                      | John G. Hughes | Labour Party       | 18.958  | 41,5 |
| Gesamt               | Gesamt         | Gesamt             | 45.701  | 100  |
|                      |                |                    |         |      |
| Quelle: UK Parlament |                |                    |         |      |

### Parlamentswahl 1955
| Kandidaten           | Kandidaten          | Parteien           | Stimmen | %    |
| -------------------- | ------------------- | ------------------ | ------- | ---- |
|                      | Basil Nield         | Conservative Party | 24.905  | 56,7 |
|                      | John Forrester      | Labour Party       | 13.903  | 31,6 |
|                      | John Seys-Llewellyn | Liberal Party      | 5.145   | 11,7 |
| Gesamt               | Gesamt              | Gesamt             | 43.953  | 100  |
|                      |                     |                    |         |      |
| Quelle: UK Parlament |                     |                    |         |      |

### Nachwahl 1956
Die Wahl fand am 15. November statt.
| Kandidaten                 | Kandidaten          | Parteien           | Stimmen | %    |
| -------------------------- | ------------------- | ------------------ | ------- | ---- |
|                            | John Temple         | Conservative Party | 21.137  | 51,7 |
|                            | Lewis Carter-Jones  | Labour Party       | 14.789  | 36,2 |
|                            | John Seys-Llewellyn | Liberal Party      | 4.942   | 12,1 |
| Gesamt                     | Gesamt              | Gesamt             | 40.868  | 100  |
|                            |                     |                    |         |      |
| Quelle: By-elections.co.uk |                     |                    |         |      |

### Parlamentswahl 1959
| Kandidaten           | Kandidaten         | Parteien           | Stimmen | %    |
| -------------------- | ------------------ | ------------------ | ------- | ---- |
|                      | John Temple        | Conservative Party | 27.847  | 61,4 |
|                      | Lewis Carter-Jones | Labour Party       | 17.492  | 38,6 |
| Gesamt               | Gesamt             | Gesamt             | 45.339  | 100  |
|                      |                    |                    |         |      |
| Quelle: UK Parlament |                    |                    |         |      |

### Parlamentswahl 1964
| Kandidaten           | Kandidaten         | Parteien           | Stimmen | %    |
| -------------------- | ------------------ | ------------------ | ------- | ---- |
|                      | John Temple        | Conservative Party | 23.172  | 48,8 |
|                      | Anthony Blond      | Labour Party       | 16.708  | 35,2 |
|                      | Peter James Samuel | Liberal Party      | 7.583   | 16,0 |
| Gesamt               | Gesamt             | Gesamt             | 47.463  | 100  |
|                      |                    |                    |         |      |
| Quelle: UK Parlament |                    |                    |         |      |

### Parlamentswahl 1966
| Kandidaten           | Kandidaten         | Parteien           | Stimmen | %    |
| -------------------- | ------------------ | ------------------ | ------- | ---- |
|                      | John Temple        | Conservative Party | 21.673  | 46,1 |
|                      | John Crawford      | Labour Party       | 18.870  | 40,1 |
|                      | Peter James Samuel | Liberal Party      | 6.516   | 13,8 |
| Gesamt               | Gesamt             | Gesamt             | 47.059  | 100  |
|                      |                    |                    |         |      |
| Quelle: UK Parlament |                    |                    |         |      |

### Parlamentswahl 1970
| Kandidaten           | Kandidaten             | Parteien           | Stimmen | %    |
| -------------------- | ---------------------- | ------------------ | ------- | ---- |
|                      | John Temple            | Conservative Party | 25.877  | 52,0 |
|                      | John Crawford          | Labour Party       | 18.872  | 38,0 |
|                      | Michael J. G. Tompkins | Liberal Party      | 4.978   | 10,0 |
| Gesamt               | Gesamt                 | Gesamt             | 49.727  | 100  |
|                      |                        |                    |         |      |
| Quelle: UK Parlament |                        |                    |         |      |

### Parlamentswahl Februar 1974
| Kandidaten           | Kandidaten     | Parteien           | Stimmen | %    |
| -------------------- | -------------- | ------------------ | ------- | ---- |
|                      | Peter Morrison | Conservative Party | 24.527  | 44,3 |
|                      | John Crawford  | Labour Party       | 17.759  | 32,1 |
|                      | R. Green       | Liberal Party      | 13.098  | 23,6 |
| Gesamt               | Gesamt         | Gesamt             | 55.384  | 100  |
|                      |                |                    |         |      |
| Quelle: UK Parlament |                |                    |         |      |

### Parlamentswahl Oktober 1974
| Kandidaten           | Kandidaten     | Parteien           | Stimmen | %    |
| -------------------- | -------------- | ------------------ | ------- | ---- |
|                      | Peter Morrison | Conservative Party | 23.095  | 44,0 |
|                      | John Crawford  | Labour Party       | 18.477  | 35,2 |
|                      | R.M. Green     | Liberal Party      | 10.907  | 20,8 |
| Gesamt               | Gesamt         | Gesamt             | 52.479  | 100  |
|                      |                |                    |         |      |
| Quelle: UK Parlament |                |                    |         |      |

### Parlamentswahl 1979
| Kandidaten           | Kandidaten     | Parteien           | Stimmen | %    |
| -------------------- | -------------- | ------------------ | ------- | ---- |
|                      | Peter Morrison | Conservative Party | 28.764  | 51,4 |
|                      | R.D. Blair     | Labour Party       | 19.450  | 34,8 |
|                      | Andrew Stunell | Liberal Party      | 7.711   | 13,8 |
| Gesamt               | Gesamt         | Gesamt             | 55.925  | 100  |
|                      |                |                    |         |      |
| Quelle: UK Parlament |                |                    |         |      |

### Parlamentswahl 1983
| Kandidaten           | Kandidaten      | Parteien           | Stimmen | %    |
| -------------------- | --------------- | ------------------ | ------- | ---- |
|                      | Peter Morrison  | Conservative Party | 22.645  | 47,1 |
|                      | David Robertson | Labour Party       | 13.546  | 28,2 |
|                      | Andrew Stunell  | Liberal Party      | 11.874  | 24,7 |
| Gesamt               | Gesamt          | Gesamt             | 48.065  | 100  |
|                      |                 |                    |         |      |
| Quelle: UK Parlament |                 |                    |         |      |

### Parlamentswahl 1987
| Kandidaten           | Kandidaten     | Parteien           | Stimmen | %    |
| -------------------- | -------------- | ------------------ | ------- | ---- |
|                      | Peter Morrison | Conservative Party | 23.582  | 44,9 |
|                      | David Robinson | Labour Party       | 18.727  | 35,6 |
|                      | Andrew Stunell | Liberal Party      | 10.262  | 19,5 |
| Gesamt               | Gesamt         | Gesamt             | 52.571  | 100  |
|                      |                |                    |         |      |
| Quelle: UK Parlament |                |                    |         |      |

### Parlamentswahl 1992
| Kandidaten           | Kandidaten      | Parteien                         | Stimmen | %    |
| -------------------- | --------------- | -------------------------------- | ------- | ---- |
|                      | Gyles Brandreth | Conservative Party               | 23.411  | 44,1 |
|                      | David Robinson  | Labour Party                     | 22.310  | 42,0 |
|                      | John Smith      | Liberal Democrats                | 6.867   | 12,9 |
|                      | Tom Barker      | Green Party of England and Wales | 448     | 0,8  |
|                      | Stephen Cross   | Natural Law Party                | 98      | 0,2  |
| Gesamt               | Gesamt          | Gesamt                           | 53.134  | 100  |
|                      |                 |                                  |         |      |
| Quelle: UK Parlament |                 |                                  |         |      |

### Parlamentswahl 1997
| Kandidaten           | Kandidaten        | Parteien                            | Stimmen | %    |
| -------------------- | ----------------- | ----------------------------------- | ------- | ---- |
|                      | Christine Russell | Labour Party                        | 29.806  | 53,0 |
|                      | Gyles Brandreth   | Conservative Party                  | 19.253  | 34,2 |
|                      | David Simpson     | Liberal Democrats                   | 5.353   | 9,5  |
|                      | Richard Mullen    | Referendum Party                    | 1.487   | 2,6  |
|                      | Ian Sanderson     | Official Monster Raving Loony Party | 204     | 0,4  |
|                      | William Johnson   | West Cheshire College In Crisis     | 154     | 0,3  |
| Gesamt               | Gesamt            | Gesamt                              | 56.257  | 100  |
|                      |                   |                                     |         |      |
| Quelle: UK Parlament |                   |                                     |         |      |

### Parlamentswahl 2001
| Kandidaten           | Kandidaten        | Parteien              | Stimmen | %    |
| -------------------- | ----------------- | --------------------- | ------- | ---- |
|                      | Christine Russell | Labour Party          | 21.760  | 48,5 |
|                      | David Jones       | Conservative Party    | 14.866  | 33,1 |
|                      | Tony Dawson       | Liberal Democrats     | 6.589   | 14,7 |
|                      | Allan Weddell     | UK Independence Party | 899     | 2,0  |
|                      | George Rogers     | unabhängig            | 763     | 1,7  |
| Gesamt               | Gesamt            | Gesamt                | 44.877  | 100  |
|                      |                   |                       |         |      |
| Quelle: UK Parlament |                   |                       |         |      |

### Parlamentswahl 2005
| Kandidaten           | Kandidaten        | Parteien              | Stimmen | %    |
| -------------------- | ----------------- | --------------------- | ------- | ---- |
|                      | Christine Russell | Labour Party          | 17.458  | 38,9 |
|                      | Paul Offer        | Conservative Party    | 16.543  | 36,8 |
|                      | Mia Jones         | Liberal Democrats     | 9.818   | 21,9 |
|                      | Allan Weddell     | UK Independence Party | 776     | 1,7  |
|                      | Ed Abrams         | English Democrats     | 308     | 0,7  |
| Gesamt               | Gesamt            | Gesamt                | 44.903  | 100  |
|                      |                   |                       |         |      |
| Quelle: UK Parlament |                   |                       |         |      |

### Parlamentswahl 2010
| Kandidaten           | Kandidaten        | Parteien                         | Stimmen | %    |
| -------------------- | ----------------- | -------------------------------- | ------- | ---- |
|                      | Stephen Mosley    | Conservative Party               | 18.995  | 40,6 |
|                      | Christine Russell | Labour Party                     | 16.412  | 35,1 |
|                      | Lizzie Jewkes     | Liberal Democrats                | 8.930   | 19,1 |
|                      | Allan Weddell     | UK Independence Party            | 1.225   | 2,6  |
|                      | Ed Abrams         | English Democrats                | 594     | 1,3  |
|                      | Tom Barker        | Green Party of England and Wales | 535     | 1,1  |
|                      | John Whittingham  | unabhängig                       | 99      | 0,2  |
| Gesamt               | Gesamt            | Gesamt                           | 46.790  | 100  |
|                      |                   |                                  |         |      |
| Ungültige Stimmen    | Ungültige Stimmen | Ungültige Stimmen                | 63      | 0,1  |
| Wähler               | Wähler            | Wähler                           | 46.853  | 66,8 |
| Wahlberechtigte      | Wahlberechtigte   | Wahlberechtigte                  | 70.131  |      |
|                      |                   |                                  |         |      |
| Quelle: UK Parlament |                   |                                  |         |      |

### Parlamentswahl 2015
| Kandidaten           | Kandidaten        | Parteien              | Stimmen | %    |
| -------------------- | ----------------- | --------------------- | ------- | ---- |
|                      | Chris Matheson    | Labour Party          | 22.118  | 43,2 |
|                      | Stephen Mosley    | Conservative Party    | 22.025  | 43,1 |
|                      | Steve Ingram      | UK Independence Party | 4.148   | 8,1  |
|                      | Bob Thompson      | Liberal Democrats     | 2.870   | 5,6  |
| Gesamt               | Gesamt            | Gesamt                | 51.161  | 100  |
|                      |                   |                       |         |      |
| Ungültige Stimmen    | Ungültige Stimmen | Ungültige Stimmen     | 228     | 0,4  |
| Wähler               | Wähler            | Wähler                | 51.389  | 69,0 |
| Wahlberechtigte      | Wahlberechtigte   | Wahlberechtigte       | 74.485  |      |
|                      |                   |                       |         |      |
| Quelle: UK Parlament |                   |                       |         |      |

### Parlamentswahl 2017
| Kandidaten           | Kandidaten        | Parteien           | Stimmen | %    |
| -------------------- | ----------------- | ------------------ | ------- | ---- |
|                      | Chris Matheson    | Labour Party       | 32.023  | 56,8 |
|                      | Will Gallagher    | Conservative Party | 22.847  | 40,5 |
|                      | Lizzie Jewkes     | Liberal Democrats  | 1.551   | 2,7  |
| Gesamt               | Gesamt            | Gesamt             | 56.421  | 100  |
|                      |                   |                    |         |      |
| Ungültige Stimmen    | Ungültige Stimmen | Ungültige Stimmen  | 144     | 0,3  |
| Wähler               | Wähler            | Wähler             | 56.565  | 77,6 |
| Wahlberechtigte      | Wahlberechtigte   | Wahlberechtigte    | 72.859  |      |
|                      |                   |                    |         |      |
| Quelle: UK Parlament |                   |                    |         |      |

### Parlamentswahl 2019
| Kandidaten           | Kandidaten        | Parteien                         | Stimmen | %    |
| -------------------- | ----------------- | -------------------------------- | ------- | ---- |
|                      | Chris Matheson    | Labour Party                     | 27.082  | 49,6 |
|                      | Samantha George   | Conservative Party               | 20.918  | 38,3 |
|                      | Bob Thompson      | Liberal Democrats                | 3.734   | 6,8  |
|                      | Nicholas Brown    | Green Party of England and Wales | 1.438   | 2,6  |
|                      | Andy Argyle       | Brexit Party                     | 1.388   | 2,5  |
| Gesamt               | Gesamt            | Gesamt                           | 54.560  | 100  |
|                      |                   |                                  |         |      |
| Ungültige Stimmen    | Ungültige Stimmen | Ungültige Stimmen                | 137     | 0,3  |
| Wähler               | Wähler            | Wähler                           | 54.697  | 71,9 |
| Wahlberechtigte      | Wahlberechtigte   | Wahlberechtigte                  | 76.057  |      |
|                      |                   |                                  |         |      |
| Quelle: UK Parlament |                   |                                  |         |      |

### Nachwahl 2022
Die Wahl fand am 1. Dezember statt.
| Kandidaten           | Kandidaten         | Parteien                            | Stimmen | %    |
| -------------------- | ------------------ | ----------------------------------- | ------- | ---- |
|                      | Samantha Dixon     | Labour Party                        | 17.309  | 60,8 |
|                      | Liz Wardlaw        | Conservative Party                  | 6.335   | 22,2 |
|                      | Rob Herd           | Liberal Democrats                   | 2.368   | 8,3  |
|                      | Paul Bowers        | Green Party of England and Wales    | 987     | 3,5  |
|                      | Jeanie Barton      | Reform UK                           | 773     | 2,7  |
|                      | Richard Hewison    | Rejoin EU                           | 277     | 1,0  |
|                      | Cain Griffiths     | UK Independence Party               | 179     | 0,6  |
|                      | Howling Laud Hope  | Official Monster Raving Loony Party | 156     | 0,5  |
|                      | Chris Quartermaine | Freedom Alliance                    | 91      | 0,3  |
| Gesamt               | Gesamt             | Gesamt                              | 28.475  | 100  |
|                      |                    |                                     |         |      |
| Ungültige Stimmen    | Ungültige Stimmen  | Ungültige Stimmen                   | 137     | 0,5  |
| Wähler               | Wähler             | Wähler                              | 28.612  | 41,2 |
| Wahlberechtigte      | Wahlberechtigte    | Wahlberechtigte                     | 69.364  |      |
|                      |                    |                                     |         |      |
| Quelle: UK Parlament |                    |                                     |         |      |